# 戈德华特-尼科尔斯法案
戈德华特—尼科尔斯法案（英語：Goldwater–Nichols Act）1986年颁布，對美国军队的指挥系统进行了重新构架。该法案增强了参谋长联席会议主席的权力，并且采纳了罗纳德·里根总统于1985年创立的美国国防管理特别工作委员会（帕卡德委员会）的部分建议。
从1947年国家安全法案设立美国国防部以来，该法案是对其最彻底的一次改组。
该法案以参议员巴里·戈德华特（共和党，亚利桑那州）、众议员比尔·尼科尔斯（民主党，亚拉巴马州）的名字命名，他们二人当时分别为参众两院武装力量委员会主席，是该法案的主要推动者。该法案在美国众议院以383赞成、27票反对的结果获得通过，在美国参议院以95票赞成、0票反对的结果获得通过。1986年10月1日，里根总统签署该法案生效。海军上将小威廉·克罗成为该法案生效后的第一任参谋长联席会议主席。
法案中，对美军指揮系統进行了改进，由总统通过国防部长（美國一體化作戰司令部）直接指挥各联合作战司令部；从而越过了各军种主官，之后他们只起到顾问的作用。

## 历史
美軍各军种之间的斗争在越南战争期间凸显出来，直接导致了1980年伊朗人质营救的灾难性失败，而且在1983年入侵格林纳达时仍有所体现。戈德华特—尼科尔斯法案的出現是解决该问题的一次尝试。
在第二次世界大战中，总统通过两条独立的指挥链给不同军种下达命令，这时也存在着各军种之间的斗争问题；其中一条通过海军部长指挥海军部队，另外一条通过战争部长指挥陆军和空军部队。1947年，美国将包括新成立的空军在内的各军种重新组织，通过一名文官「国防部长」统一指挥。
然而，美国军队仍通过多条指挥链路组织，各军种仍分别听命于其军种主官（海军陆战队司令、陆军参谋长、空军参谋长以及海军作战部长）。由这些军种主官一同组成参谋长联席会议。在参谋长联席会议中选举出一名主席同文官政府沟通。参谋长联席会议主席则向国防部长负责，即美国军队的文官领导。参谋长联席会议主席和国防部长同时向美国总统负责，即向美国三军总司令负责。
这种机制导致了各军种之间的恶性斗争。和平时期行动（例如作战理念的创新和应用等等）有着为单一军种孤立起来考虑的倾向。同样严重地，每一军种的战时行动都独立地进行规划、执行以及评估。这些做法导致了力量的分化，无法利用规模经济的优势，制约了现代作战及作战理念的发展。
1970年代末至1980年代初，空地一体化作战理论形成的难点在于各军种之间的协同。空地一体化作战试图将各军种的能力综合起来，形成一种作战理念。该理论设想将陆海空天协同起来以给对手以有力打击。但军队的结构严重阻碍了这种构想的实现。美国1983年入侵格林纳达进一步地暴露了军队指挥结构的问题。虽然美国军队轻松取胜，但各军种领导人均对军种之间低效的协同沟通、以及如果面对更强大的对手时缺乏协同所能导致的结果表示了严重关注。

## 作用
戈德华特—尼科尔斯法案对美国军队的组织方式进行了全面改变。该法案的第一次成功尝试是1991年的波斯灣戰争（“沙漠風暴行動”）。该次行动中，美军指挥官陆军上将对海军陆战队、陆军、空军和海军部队进行统一指挥，而不需之前和各军种协商。

### 指挥链以及军事建议
依据戈德华特—尼科尔斯法案，军事建议在参联会主席处集中，而非各军种主官。参谋长联席会议主席被指定为美国总统、国家安全委员会和国防部的首席军事顾问。该法案还确立了参谋长联席会议副主席的职位，简化了指挥链。加强了参联会主席指导统一战略的能力，但是给“联合”、“指定”的战区指挥官以更大的指挥权。参联会主席对参谋长联席会议或者任何武装部队没有指挥权（法案152条第3款）。

### 各军种协同
戈德华特—尼科尔斯法案改变了各军种协同的方式。各军种自己通过组织、训练和装备部队以供战斗指挥官（COCOM，戰指官）调遣使用，军种主官不再对其部队进行作战指挥。与以往的作战中向某一军种主官负责不同，各军种的分支部队按其特定功能的作用（运输、战略、特遣部队以及特种部队）、或者按地理区域（欧洲、中东等等）听候戰指官的调遣。之后，戰指官将部队投入战场以调遣各种军方的资源以进行空地一体化协同作战（或者是更先进的作战理论，例如网络中心战等）。这样对部队的重构实现了军种协同、综合规划、联合采购，并且削弱或者消除了军种间的斗争。它还促进了联合指挥，使先进的军事科学武装部队。诸军种从相对自治的作战实体向模块化训练部队转变，为了能在未来组成某合成部队为目标而进行采购、现代化换装、发展以及战备。由此，以美国中央司令部为例，该司令部将通过安排陆海空三军资源以达成其作战目标，而不是在一场战争中通过各军种单独计划、保障以及作战的低效方式。

### 军官人事安排
该法案的另一个主要作用是大大地改变了军官的人事管理制度。军官定期地将被安排去担任联合勤务职务，并在国防部联合职业发展学校受训以作为其职业发展和晋升的一个必要条件。举例来说，如希望晋升至海军将官的军阶（例如海军上将）、上校军阶，必须曾经担任过至少一个联合勤务职位。

### 联合采购
联合采购使得各部队可以快速地共享技术进步成果，例如匿蹤技术以及精确制导武器技术；并且提供诸如各军种无线电相互连通等附带的优势。通过联合应用新技术允许后勤条令的共同发展。因此，可將戈德华特—尼科尔斯法案視為以网络中心战为代表的新军事变革的基础。如果没有该法案对军队结构进行重新组织，网络中心战是不可想象的。概念上，它是为了适应冷战对称威胁而推出的。

## 1986年以来的改变
2002年10月24日，时任美国国防部长命令各功能性、区域性部队的指挥官不再称为「总司令」（Commander-in-chief）；而是在联合区域组织中（例如美国中央司令部）稱为「战斗指挥官」（combatant commanders），在特定部队（例如美国战略司令部）中称「司令」（commander）。唐纳德·拉姆斯菲尔德说，尽管已经沿用了数十年，但“总司令”的称谓已经不再合适，因为依据美国宪法，总统是军队的唯一总司令。他的该项决定被称为意在澄清军队从属于文官政府这一原则。

### 引用
1. ↑  . Joint Force Quarterly.   [2008-12-01]. （原始内容存档于2015-09-24）.
2. ↑  . Army.mil.   [2008-12-01]. （原始内容存档于2007-11-18）.
3. ↑  Garamone, Jim. . defenselink.mil. American Forces Press Service. 2002-10-25  [2009-06-08]. （原始内容存档于2009-12-03）.